# حقل شنقيط النفطي
حقل شنقيط النفطي هو حقل نفط يقع قبالة الساحل الموريتاني على عمق 800 متر من المياه. تم اكتشافه من قبل شركة وودسايد بتروليوم الأسترالية في عام 2001. سمي الحقل على اسم مدينة شنقيط.
بدأ الإنتاج باحتياطيات قُدّرت في البداية بنحو بـ 123 مليون برميل (19,600,000 م3)، وهو معدل إنتاج مهم باعتباره أول اكتشاف تجاري للنفط في البلاد، مما يفتح منطقة جديدة للتنقيب عن النفط في الخارج. تمّ إنتاج 75,000 برميل لكل يوم (11,900 م3/ي) في أوائل عام 2006 عبر التخزين والتفريغ الطافي للإنتاج. انخفض الإنتاج بسرعة بعد بدء الإنتاج بسبب التعقيد الجيولوجي. في نوفمبر 2006، أصدرت وودسايد بيانًا يخفض احتياطيات الحقل إلى 53 مليون برميل (8,400,000 م3).
.
في عام 2004، وافقت وودسايد على استثمار 600 مليون دولار أمريكي في تطوير مشروع شنقيط. ومع ذلك، في فبراير 2006، شجب المجلس العسكري الموريتاني بقيادة علي ولد محمد فال التعديلات التي أدخلت على عقد نفطي قدمه الرئيس السابق معاوية ولد سيد أحمد الطايع مع وودسايد بتروليوم، وهي التعديلات المثيرة للجدل التي أعلنت السلطات الموريتانية أنها وقعت عليها " خارج الإطار القانوني للممارسة المعتادة، على حساب بلدنا "، قد يكلف موريتانيا ما يصل إلى 200 مليون دولار سنويًا، بحسب بي بي سي نيوز.
تم بيعها لاحقًا لمجموعة بتروناس الماليزية. ليتوقف الإنتاج في ديسمبر 2017، ثم بدأ برنامج التخلي في عام 2019. بيدَ أنها قامت لاحقًا سنة 2022 بمنح العقد لشركة هافرام النرويجية حسبما جاء في بيان صحفي أصدرته الشركة النرويجية للخدمات البحرية.
قال الأمين العام لوزارة البترول والطاقة والمعادن الموريتانية، تال عثمان، إن حقل شنقيط النفطي، الذي توقف الإنتاج فيه، أنتَج ما مجموعه 41 مليون برميل (6,500,000 م3) من النفط، وبلغ مجموع مداخيل الدولة منه 450 مليون دولار أمريكي.

## روابط خارجية
- صفحة بموقع Offshore Tech
- صفحة بموقع Hardman Resources (أحد الشركاء)
- صفحة بموقع Woodside، مشغل حقل النفط